# Oltre il confine (film 2022)
Oltre il confine è un film del 2022 diretto da Alessandro Valenti.

## Trama
Due bambini africani che sognano di arrivare in Italia attraverso mille difficoltà.

## Distribuzione
Il film è stato distribuito nelle sale cinematografiche italiane dal 28 luglio 2022.